# Иван Тодоров
Иван Тодоров (Београд, 7. октобар 1967) је српски џудиста, тренер џудоа и дипломата. Тренутни је амбасадор Србије у Будимпешти (Мађарска). Године 1992. је стекао звања тренера за џудо и тренера првог разреда за џудо у Заводу за физичку културу АП Војводине у Новом Саду. Године 1996. је дипломирао на Факултету физичке културе у Београду. Године 2010. је магистрирао на Факултету спорта и физичког васпитања у Нишу. На истом факултету је 2014. докторирао на тему „Ефекти специфичног тренинга на кардиореспираторну издржљивост и контрактилни потенцијал мишића џудиста”. Од 2011. је члан Спортске комисије Европске џудо федерације. Од 2012. је члан Саветничког борда председника Европске џудо федерације Сергеја Соловејчика, а од 2017. је председник Савета за развој олимпијског спорта Републике Србије. Ожењен је и има четворо деце. Течно говори енглески језик.

## Џудиста и спортски радник
Од 1974. до 1995. је био вишеструки првак СФРЈ у џудоу у свим узрасним категоријама и вишеструки првак Балкана. Године 1988. је био на постољу на Медитеранским играма у Сирији и Европском првенству у џудоу у Финској. Исте године је учествовао на Олимпијским играма у Сеулу, Република Кореја. Освајао је бројне медаље на екипним првенствима за клубове у којима је наступао. Седам пута је био првак државе (СФРЈ и СРЈ). Пет пута је освајао Куп СФРЈ. На Европском купу клубова шампиона је освојио пето место. Носилац је црног појаса 7. дан. Од 1985. до 1995. је имао статус професионалног спортисте. Од 1994. до 1999. је тренирао мушку џудо репрезентацију СРЈ. Од 1997. до 2001. је био члан Управног одбора Џудо савеза Републике Србије (тада дела СРЈ). Од 1998. до 2008. предаје на предмету Теорија и методика борилачких спортова на Спортској академији у Београду. Од 2000. до 2014. је био генерални секретар СД „Црвена звезда” у Београду. Од 2001. до 2012. је био председник Управног одбора Џудо савеза Републике Србије (до 2006. Србија је део СРЈ и СЦГ). Од 2007. до 2009. је председник Спортске академије у Београду, а од 2009. до 2017. је потпредседник Олимпијског комитета Србије. Од 2010. до 2014. је потпредседник Спортског савеза Града Београда. Од 2014. до 2018. године је био председник Управног одбора Спортског друштва „Црвена звезда” у Београду. Аутор је великог броја научних радова у области спорта.

## Радна каријера
Од 1996. до 2000. је радио у Министарству унутрашњих послова СРЈ. Од 2000. до 2013. је запослен у Спортском друштву „Црвена звезда” у Београду. Од 2013. до 2018. је радио у Безбедносно-информативној агенцији Републике Србије. Од 2012. је председник Скупштине Џудо савеза Републике Србије. Од 2016. предаје као доцент на Факултету за спорт Универзитета „Унион - Никола Тесла” у Београду. Од исте године је и доцент на Академији за националну безбедност Републике Србије. Од 2018. је запослен у Министарству спољних послова Републике Србије.
Дана 1. децембра 2018. је постављен за амбасадора у Мађарској.